# Lijst van voetballers - X
Dit is een lijst van voetballers met een artikel op Wikipedia van wie de achternaam begint met de letter X.

## Xa
- Xadas
- Abel Xavier
- Cleiton Xavier

## Xe
- Xeka

## Xh
- Erjon Xhafa
- Granit Xhaka
- Taulant Xhaka
- Grad Xhofleer

## Xi
- Sun Xiang
- Zhang Xizhe
- Xisco

## Xu
- Daniel Xuereb
- Abduqodir Xusanov

A · B · C · D · E · F · G · H · I · J · K · L · M · N · O · P · Q · R · S · T · U · V · W · X · Y · Z